# Bùi Trụ
Bùi Trụ (? – ?) là danh thần sinh sống khoảng đầu thế kỉ thứ 16. Ông lúc đầu làm quan nhà Mạc, sau qui thuận nhà Lê Trung Hưng, không rõ năm sinh, năm mất.

## Gia thế
Bùi Trụ là con Quản Quốc công Bùi Xương Trạch, anh Mai Quận công Bùi Vịnh và là chú Tiên Quận công Bùi Bỉnh Uyên. Danh sĩ Bùi Huy Bích cũng dòng dõi họ Bùi này. Quê làng Định Công, huyện Thanh Trì, trú làng Thịnh Liệt công trong huyện ấy, thuộc tỉnh Hà Đông (nay thuộc Hà Nội).

## Sự nghiệp
Ông làm quan nhà Mạc đến chức Tân lí, tước Đồng Giang Hầu. Sau, ông dẫn cháu là Bùi Bình Uyên, cùng với Lê Bá Ly vào Thanh Hóa, qui thuận nhà Lê, được vua trọng dụng, làm đến Thượng thư bộ Hộ, gia phong Hiệp mưu tá lí công thần, tặng Thái phó.